# هتر مویس
هتر مویس (انگلیسی: Heather Moyse؛ زادهٔ ۲۳ ژوئیهٔ ۱۹۷۸) ورزشکار بابسلد اهل کانادا است.
وی در مسابقات کشوری و بین‌المللی در مجموع برندهٔ ۲ مدال طلا، ۱ مدال نقره، ۲ مدال برنز شده‌است.